# Lotfi Zadeh
Lotfi Zadeh, född 4 februari 1921 i Baku i Azerbajdzjan, död 6 september 2017 i Kalifornien i USA, var en azerisk-amerikansk matematiker och professor emeritus i datavetenskap vid University of California, Berkeley, mest känd som upphovsman till "suddig logik".

## Biografi
Lotfi Zadeh föddes i Baku i dåvarande Azerbajdzjanska sovjetrepubliken som son till en iransk-azerbajdzjansk far från Ardabil som var journalist med uppdrag från Iran, och en rysk-judisk mor 
som var barnläkare från Odessa, även hon iransk medborgare. År 1931, då Zadeh var tio år, flyttade familjen till Teheran i Iran där han under åtta år gick i en skola som drevs av amerikanska presbyterianska missionärer. 
Vid intagningsproven till Teherans universitet kom han på tredje plats i hela landet och examinerades 1942 som elektroingenjör. Under andra världskriget invaderades Iran av bland annat amerikanska trupper, eftersom shahen ansågs tysk-vänlig. Zadeh arbetade då tillsammans med sin far som gjorde affärer med trupperna inom bland annat byggnadsmaterial.
År 1943 bestämde sig Zadeh för att emigrera till USA, dit han anlände 1944 och påbörjade studier vid MIT samma år. 
Han blev  master of science i elektroteknik vid MIT 1946, och sökte sedan till Columbia University, eftersom hans föräldrar bosatt sig i New York. Han blev doktor i elektroteknik vid Columbia 1949, och docent senare samma år.
Zadeh undervisade i tio år vid Columbia, befordrades till professor 1957, och har undervisat vid University of California, Berkeley sedan 1959. År 1965 publicerade han ett arbete om "oskarpa mängder" (fuzzy sets). År 1973 la han fram ett komplett arbete om "suddig logik" (fuzzy logic). Han har fått flera priser och utmärkelser, bland annat IEEE Medal of Honor 1995.